# Ouville-la-Bien-Tournée

Ouville-la-Bien-Tournée este o comună în departamentul Calvados, Franța. În 1 ianuarie 2018 avea o populație de 257 de locuitori.